# Rychlobruslení na Zimních olympijských hrách 2014 – 5000 metrů ženy
Závod na 5000 metrů žen na Zimních olympijských hrách 2014 se konal v hale Adler-Arena v Soči dne 19. února 2014. Jednalo se o poslední ženský individuální rychlobruslařský závod na ZOH 2014. Zlatou medaili z předchozí Zimní olympiády ve Vancouveru obhájila v rekordu dráhy Martina Sáblíková, jediná Češka na startu, která tak v Soči vybojovala svoji druhou medaili. Druhá Nizozemka Ireen Wüstová zde získala svůj v pořadí čtvrtý cenný kov na těchto Hrách.

## Rekordy
Před závodem měly rekordy následující hodnoty:
| Světový rekord    | Martina Sáblíková    | 6:42,66 | Utah Olympic Oval, Salt Lake City | 18. února 2011  |
| Olympijský rekord | Claudia Pechsteinová | 6:46,91 | Utah Olympic Oval, Salt Lake City | 23. února 2002  |
| Rekord dráhy      | Martina Sáblíková    | 6:54,31 |                                   | 23. března 2013 |

Vítězce Martině Sáblíkové se podařilo překonat vlastní rekord dráhy o necelé 3 sekundy, rychlejšího času (o 3 setiny) dosáhla i druhá Ireen Wüstová.

## Výsledky
| Pořadí           | Dvojice | Dráha | Jméno                | Země                   | Čas     | Ztráta |
| ---------------- | ------- | ----- | -------------------- | ---------------------- | ------- | ------ |
| Zlatá medaile    | 7       | O     | Martina Sáblíková    | Česko                  | 6:51,54 | 0,00   |
| Stříbrná medaile | 7       | I     | Ireen Wüstová        | Nizozemsko             | 6:54,28 | +2,74  |
| Bronzová medaile | 5       | O     | Carien Kleibeukerová | Nizozemsko             | 6:55,66 | +4,12  |
| 4.               | 6       | O     | Olga Grafová         | Rusko                  | 6:55,77 | +4,23  |
| 5.               | 8       | O     | Claudia Pechsteinová | Německo                | 6:58,39 | +6,85  |
| 6.               | 8       | I     | Yvonne Nautová       | Nizozemsko             | 7:01,76 | +10,22 |
| 7.               | 3       | O     | Mari Hemmerová       | Norsko                 | 7:04,45 | +12,91 |
| 8.               | 4       | I     | Stephanie Beckertová | Německo                | 7:07,79 | +16,25 |
| 9.               | 3       | I     | Anna Černovová       | Rusko                  | 7:08,71 | +17,17 |
| 10.              | 2       | O     | Šoko Fudžimuraová    | Japonsko               | 7:09,65 | +18,11 |
| 11.              | 1       | O     | Bente Krausová       | Německo                | 7:10,65 | +19,11 |
| 12.              | 6       | I     | Šiho Išizawaová      | Japonsko               | 7:11,54 | +20,00 |
| 13.              | 5       | I     | Masako Hozumiová     | Japonsko               | 7:12,42 | +20,88 |
| 14.              | 2       | I     | Ivanie Blondinová    | Kanada                 | 7:20,10 | +28,56 |
| 15.              | 1       | I     | Katarzyna Woźniaková | Polsko                 | 7:28,53 | +36,99 |
| 16.              | 4       | O     | Maria Lambová        | Spojené státy americké | 7:29,64 | +38,10 |

### Mezičasy medailistek
| Jméno                | Země       | 200 m         | 600 m         | 1000 m          | 1400 m          | 1800 m          | 2200 m          | 2600 m          | 3000 m          | 3400 m          | 3800 m          | 4200 m          | 4600 m          | Cíl             |
| -------------------- | ---------- | ------------- | ------------- | --------------- | --------------- | --------------- | --------------- | --------------- | --------------- | --------------- | --------------- | --------------- | --------------- | --------------- |
| Martina Sáblíková    | Česko      | 20,53 (0,00)  | 53,08 (0,00)  | 1:25,82 (0,00)  | 1:58,31 (0,00)  | 2:30,86 (0,00)  | 3:03,50 (0,00)  | 3:35,80 (0,00)  | 4:08,39 (0,00)  | 4:40,62 (0,00)  | 5:13,15 (0,00)  | 5:45,78 (0,00)  | 6:18,65 (0,00)  | 6:51,54 (0,00)  |
| Ireen Wüstová        | Nizozemsko | 19,86 (−0,67) | 51,71 (−1,37) | 1:23,82 (−2,00) | 1:55,98 (−2,33) | 2:28,37 (−2,49) | 3:01,07 (−2,43) | 3:33,58 (−2,22) | 4:06,19 (−2,20) | 4:39,35 (−1,27) | 5:13,12 (−0,03) | 5:46,48 (+0,70) | 6:20,65 (+2,00) | 6:54,28 (+2,74) |
| Carien Kleibeukerová | Nizozemsko | 21,60 (+1,07) | 54,25 (+1,17) | 1:27,65 (+1,83) | 2:00,34 (+2,03) | 2:33,17 (+2,31) | 3:05,92 (+2,42) | 3:38,81 (+3,01) | 4:11,64 (+3,25) | 4:44,49 (+3,87) | 5:17,38 (+4,23) | 5:50,30 (+4,52) | 6:23,05 (+4,40) | 6:55,66 (+4,12) |